# Радянська Антарктична експедиція

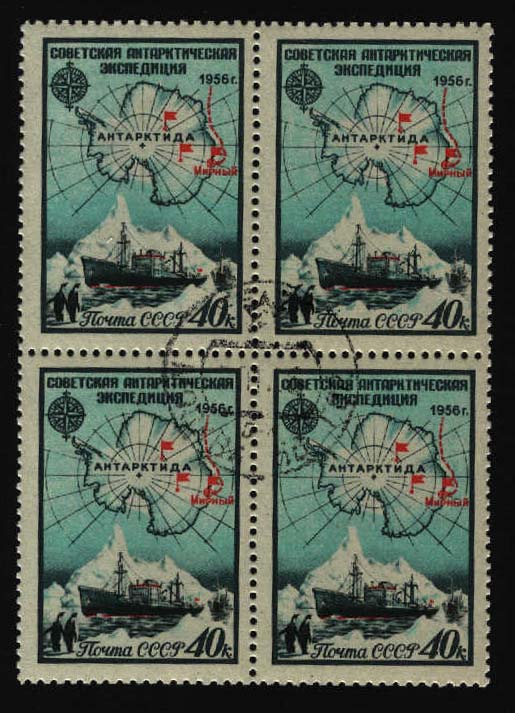
Поштові марки, що були випущені в честь РАЕ

Радянська Антарктична експедиція, РАЕ (рос. Советская Антарктическая экспедиция, САЭ) — постійна експедиція Арктичного і антарктичного науково-дослідного інституту Академії наук СРСР (1955-1991 роки).

## Історія
Виникла для підготовки до Міжнародного геофізичного року, складалася як з сезонних, так і з зимуючих науково-дослідницьких загонів в Антарктиці. Спадкоємицею Радянської експедиції є Російська Антарктична експедиція (нумерація експедицій ведеться від першої радянської експедиції). Для організації програми досліджень була утворена Комплексна Антарктична експедиція (КАЕ) Академії наук СРСР, за організацію якої взялися Відділ морських експедиційних робіт АН СРСР, який очолював І. Д. Папанін, і Головне управління Півнморшляху. 13 липня 1955 проект першої КАЕ був затверджений Радою міністрів СРСР. Начальником експедиції призначили М. М. Сомова. Завданнями експедиції були вивчення атмосферних процесів в Антарктиді і вплив їх на загальну циркуляцію повітряних мас Землі, виявлення основних закономірностей переміщення антарктичних вод, складання фізико-географічного опису всього регіону і льодовиків, геологічна характеристика району, а також створення наукової станції на узбережжі материка і організація бази в його центральній області.

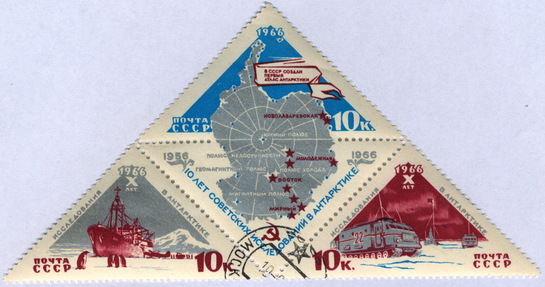
Поштові марки, випущені в честь 10-и річчя РАЕ

30 листопада 1955 флагман першої експедиції дизель-електрохід «Об» покинув Калінінград. Пізніше до нього приєдналися дизель-електрохід «Лена» і рефрижератор № 7. Перша висадка на берег Антарктиди відбулася 5 січня 1956, а вже 13 лютого 1956 була заснована станція Мирний.
25 лютого літак з Мирного побував в районі Південного геомагнітного полюса, де планувалося створити станцію «Восток». На початку березня відбувся розвідувальний політ в зону, де планувалося побудувати станцію «Радянська». На початку квітня з Мирного в глиб континенту вийшов перший санно-тракторний поїзд. Він пройшов за місяць понад 370 км і учасники походу заснували внутрішньоконтинентальну станцію «Піонерська». Це була перша в світі внутрішньоматерикова антарктична станція. У жовтні на схід від Мирного на узбережжі була створена база «Оазис».
У грудні 1956 року та січні 1957 року до Мирного підійшли кораблі нової експедиції. Її учасники продовжили наукові спостереження на станціях і заснували ще дві внутрішньоматерикові станції «Восток» і «Комсомольська».
В кінці 1957 року в Антарктиду прибула третя експедиція, яка заснувала бази «Радянська» та «Полюс недосяжності». Станція «Восток» була перенесена в район Південного геомагнітного полюса, на відстань понад 1400 км від узбережжя.
У 1958 році всередині континенту працювало вже 5 радянських станцій, завдяки науково-дослідній діяльності яких було отримано загальне уявлення про метеорологічний режим і геофізичні явища в глибині Антарктиди.
На піку активності Радянської антарктичної експедиції всього в Антарктиді було 8 діючих цілорічно радянських станцій. Особовий склад експедиції, що залишався на зимівлю, становив 180 осіб, влітку ж працювало до 450. Радянська антарктична експедиція, поряд з Антарктичною програмою США, стала одним з найбільших дослідницьких проектів в південній полярній області.